# 克羅什峰

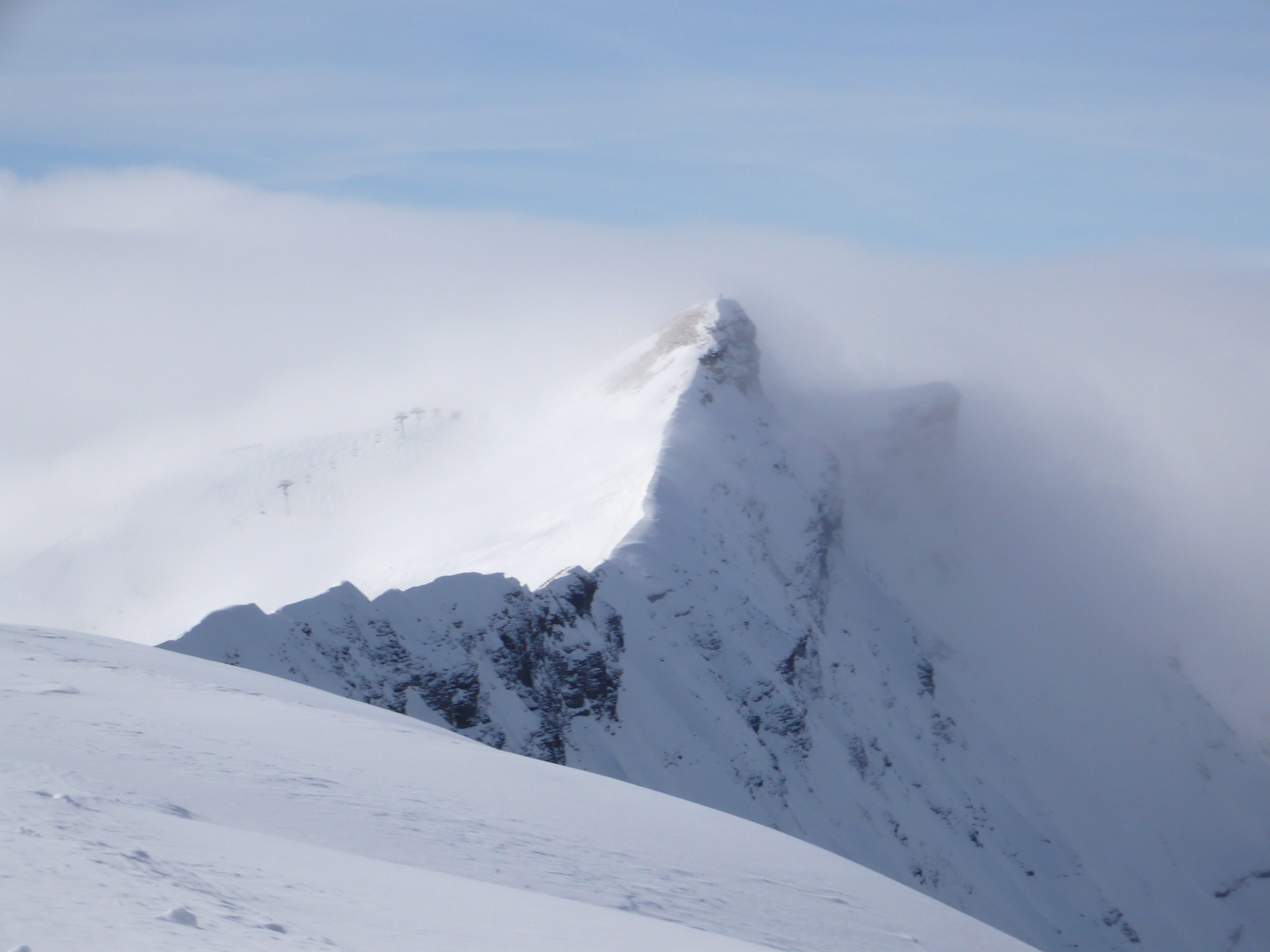

45°48′01″N 06°39′33″E / 45.80028°N 6.65917°E
克羅什峰（法語：Aiguille Croche），是法國的山峰，位於該國東南部，由奧文尼-隆-阿爾卑斯大區負責管轄，屬於博福爾坦山的一部分，處於薩瓦省和上薩瓦省接壤的邊界，海拔高度2,487米。